# Nowawieś (Wschodnia) (gromada)
Nowawieś (Wschodnia) (na samym początku Nowa Wieś Wschodnia; bez nawiasu; pod koniec Nowa Wieś Wschodnia) – dawna gromada, czyli najmniejsza jednostka podziału terytorialnego Polskiej Rzeczypospolitej Ludowej w latach 1954–1972.
Gromady, z gromadzkimi radami narodowymi (GRN) jako organami władzy najniższego stopnia na wsi, funkcjonowały od reformy reorganizującej administrację wiejską przeprowadzonej jesienią 1954 do momentu ich zniesienia z dniem 1 stycznia 1973, tym samym wypierając organizację gminną w latach 1954–1972.
Gromadę Nowawieś Wschodnia (zapis bez nawiasu) z siedzibą GRN w Nowejwsi Wschodniej (w obecnym brzmieniu Nowa Wieś Wschodnia) utworzono – jako jedną z 8759 gromad na obszarze Polski – w powiecie ostrołęckim w woj. warszawskim, na mocy uchwały nr VI/10/10/54 WRN w Warszawie z dnia 5 października 1954. W skład jednostki weszły obszary dotychczasowych gromad Laskowiec, Nowawieś, Ołdaki, Przytuły Nowe, Przytuły Stare, Rozwory, Teodorowo i Zabiele ze zniesionej gminy Kadzidło w tymże powiecie. Dla gromady ustalono 17 członków gromadzkiej rady narodowej.
Począwszy od wykazu gromad z 1956 roku, jednostka występuje jako gromada Nowawieś (Wschodnia), tzn. z użyciem formy nawiasowej.
Gromadę zniesiono 1 stycznia 1969 a jej obszar wszedł w skład nowo utworzonej gromady Ostrołęka w tymże powiecie.
Uwaga: Nie mylić z gromadą Nowa Wieś, również (od 1955) w powiecie ostrołęckim.